# Wes Helms
Pour les articles homonymes, voir Helms.
Wesley Ray Helms (né le 12 mai 1976 à Gastonia, Caroline du Nord, États-Unis) est un joueur de premier but et de troisième but des Ligues majeures de baseball. Il est présentement agent libre.

## Carrière

### Braves d'Atlanta
Wes Helms est drafté en dixième ronde par les Braves d'Atlanta en 1994. Il fait ses débuts dans les majeures avec cette équipe le 5 septembre 1998 et joue pour Atlanta sept parties en fin de saison. Il passe l'entière année 1999 en ligues mineures et la presque totalité de 2000 pour un club-école des Braves, qui ne le rappelle dans les majeures que pour six rencontres. Helms dispute sa saison recrue pour Atlanta en 2001 alors qu'il maintient une moyenne au bâton de ,222 avec 10 coups de circuit et 36 points produits pour les Braves, pour qui il joue généralement au premier but.
Après une autre saison complète avec l'équipe, Atlanta le transfère le 16 décembre 2002 aux Brewers de Milwaukee. Deux lanceurs sont inclus dans la transaction : John Foster accompagne Helms vers sa nouvelle destination tandis que les Braves obtiennent Ray King.

### Brewers de Milwaukee
Helms connaît sa meilleure année en offensive en 2003, à sa première saison avec les Brewers. Il cogne 23 coups de circuit et fait marquer 67 points. Réserviste les deux années suivantes au troisième but pour Milwaukee, il devient agent libre et rejoint les Marlins de la Floride pour la saison 2006.

### Marlins de la Floride (2006)
Il s'impose en Floride comme l'un des meilleurs frappeurs suppléants du baseball et complète l'année avec une moyenne au bâton de ,329 chez les Marlins.

### Phillies de Philadelphie
De nouveau joueur autonome, il s'entend avec les Phillies de Philadelphie et y joue un an, mais les Marlins rachètent son contrat après la saison 2007 et le rapatrient en Floride le 5 avril 2008.

### Marlins de la Floride (2008-2011)
Réserviste au troisième but, Helms voit beaucoup plus de temps de jeu après que les Marlins ont échangé le titulaire de cette position, Jorge Cantú, vers la mi-saison 2010, mais il demeure largement employé comme frappeur suppléant.
Les Marlins le libèrent de son contrat le 13 août 2011. Quelques jours après avoir été libéré par les Marlins, Helms accepte une offre pour rejoindre les Braves d'Atlanta mais est libéré peu de temps après sans avoir joué pour eux.